# Enno von Marcard
Enno E. J. von Marcard (* 14. Dezember 1900 in Hamburg; † 11. Oktober 1993 auf Ibiza) war ein deutscher Bankier.

## Leben
Enno von Marcard war ein Sohn des preußischen Oberstleutnants Wilhelm von Marcard (1866–1940) und dessen zweiter Ehefrau Carmen, geborene von Conring (* 1875). Diese Ehe wurde im März 1906 wieder geschieden. Er heiratete 1957 Maren Gerths, mit der er vier Kinder hatte.
Marcards Karriere im Bankwesen begann 1919 mit einer Anstellung bei dem Hamburger Bankhaus Ree jr. Anschließend arbeitete er für Lasally und Söhne sowie bei dem Fondsmakler Delmonte und Co., wo er zunächst Lehrling war, dann 1923 Filialleiter und 1932 Mitgesellschafter wurde. 1936 übernahm er die Bank als Alleininhaber und fünf Jahre später erhielt sie den Namen Marcard & Co. Nach dem Zweiten Weltkrieg baute er das Bankhaus weiter auf, das 1949 die Zulassung als Außenhandelsbank erhielt. Bis 1984 war Marcard persönlich haftender Gesellschafter des Unternehmens, das seit einer Fusion mit der Kölner Privatbank J. H. Stein im Jahr 1987 Marcard, Stein & Co heißt. Sein Rückzug fällt mit der Übernahme durch die französische Banque Indosuez zusammen.
1989 stellte Marcard seine Lebenserinnerungen unter dem Titel Enno von Marcard, Ein Bankier in Hamburg vor. Er starb 1993 mit 92 Jahren in Folge eines Verkehrsunfalls auf Ibiza.